# Fédération de handball de la République démocratique du Congo
La fédération de handball de la République démocratique du Congo (FEHAND RDC) est l'organisme qui gère la pratique du handball en république démocratique du Congo. Créée en 1970, elle est affiliée à la Confédération africaine de handball et à la Fédération internationale de handball depuis cette date
En 2023, Amos Mbayo est réélu président de la fédération. Il a déjà été réélu en 2014 après avoir déjà fait trois mandats